# Andreas Schwab
Andreas Schwab (n. 9 aprilie 1973, Rottweil, Republica Federală Germania, Germania) este un om politic german, membru CDU. În anul 2004 a fost ales membru al Parlamentului European din partea Germaniei.